# Murten
Murten (fr. Morat, frp. Mora) – miasto i gmina (fr. commune; niem. Gemeinde) w Szwajcarii, w kantonie Fryburg, siedziba administracyjna okręgu Lac. Położone nad jeziorem Murtensee (Lac de Morat). 1 stycznia 2013 do miasta przyłączono gminę Büchslen, 1 stycznia 2016 gminy Courlevon, Jeuss, Lurtigen i Salvenach, a 1 stycznia 2022 gminę Clavaleyres z kantonu Berno, w okręgu Bern-Mittelland.

## Demografia
W Murten mieszka 9414 osób. W 2020 roku 19,5% populacji miasta stanowiły osoby urodzone poza Szwajcarią.

## Transport
Przez teren miasta przebiegają autostrada A1 oraz drogi główne nr 1, nr 22, nr 177 i nr 182. 